# Empresa social

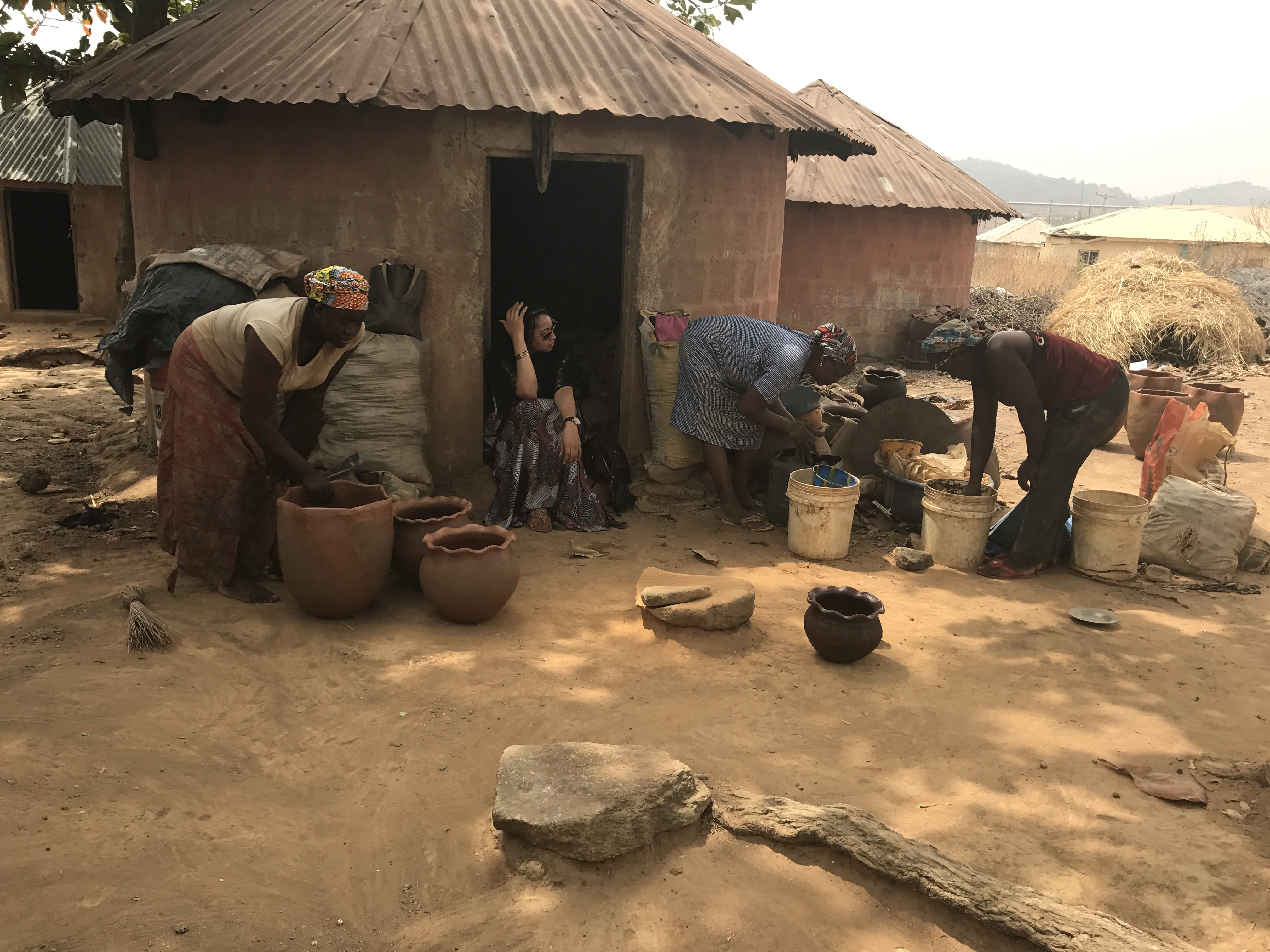
Ushafa Potters conversa com Natasha Akpoti

As empresas sociais são organizações que pertencem ao segundo setor industrial, mas nas quais, o objetivo principal de suas atividades é propiciar benefício social. Foram conceituadas inicialmente por Muhammad Yunus, que relaciona esse conceito com pelo menos três questões básicas: a superação da pobreza; a natureza humana e a autossustentabilidade da empresa.
Deve-se distinguir as ações sociais empresarias, que são caracterizadas principalmente pelo investimento ou destinação de parte do lucro da empresa para apoio a projetos sociais que beneficiem populações pobres, da empresa social propriamente dita, que é um empreendimento pensado e construído com o principal objetivo de acabar com um problema social decorrente da pobreza, utilizando integralmente o lucro da empresa para essa essa finalidade.
No âmbito de uma empresa social, a superação da pobreza está relacionada a outras questões como tecnologia, educação, saúde e comunicação. Portanto, para o empreendedorismo social é necessária a compreensão da complexidade das consequências sociais da pobreza e principalmente de sua origem.
A compreensão da natureza natureza humana é distinta daquela proposta pela teoria econômica vigente, que aborda o homem em uma visão unidimensional, ou seja, enxerga o homem como um ser unicamente egoísta e que busca realização financeira, portanto, no âmbito de uma empresa social, existe uma compreensão multidimensional da natureza humana, ou seja, não se afirma que a felicidade humana advém somente do sucesso financeiro e por isso valoriza aspectos sociais, políticos, emocionais, espirituais e ambientais.
Uma empresa social deve ser autossustentável, portanto deve ser capaz de gerar renda suficiente para cobrir suas próprias despesas. Uma parte do excedente econômico criado pelo negócio social é investida em sua expansão, enquanto outra parte é mantida como reserva para cobrir gastos inesperados. Nesse tipo de negócio, a empresa gera lucro, mas ninguém se apropria dele, embora os investidores possam ter o direito de reaver o capital investido corrigido pela inflação.
Em 2002, esse conceito passou a ter forma concreta no Reino Unido, por meio da "Social Enterprise Coalition", uma organização de fomento à pesquisa e a "Social Enterprise Unit", que buscava promover negócios sociais.
Em 2004, o Ministério da Indústria e do Comércio do Reino Unido deu forma legal ao conceito, denominado como "Community Interest Company".
Em 2007, foi fundada uma unidade do Grameen bank no Queens (Nova Iorque - EUA), para conceder pequenos empréstimos, sem garantias a mulheres locais que desejavam abrir negócios modestos ou expandir os que já operavam.

## Exemplos
A Grameen Danone, fundada em 2006, resultado de uma parceria com a Danone, produz um tipo de iogurte fortificado que é vendido a um preço reduzido para possibilitar o acesso da população mais pobre. Essa empresa se caracteriza como uma empresa social, pois os acionistas não podem retirar dividendos e os resultados são avaliados pela quantidade de crianças que venceram a desnutrição por meio de sua produção.
A Grameen Shakti (Grameen Energia), fundada em 1995, fornece condições para a produção de fogões mais eficientes, de energia solar, de biogás e de adubo orgânico à população rural de Bangladexe.

A empresa social busca associar a expertise do mundo dos negócios empresariais (administração, finanças, economia) com a expertise social das organizações sem fins lucrativos, trata-se de um híbrido dos chamados segundo e terceiro setor, denominado por alguns como setor 2.5 (dois e meio).
No Brasil não existe regulamentação jurídica do negócio social, principalmente no que tange a legislação tributária.